# Bet Giorgis

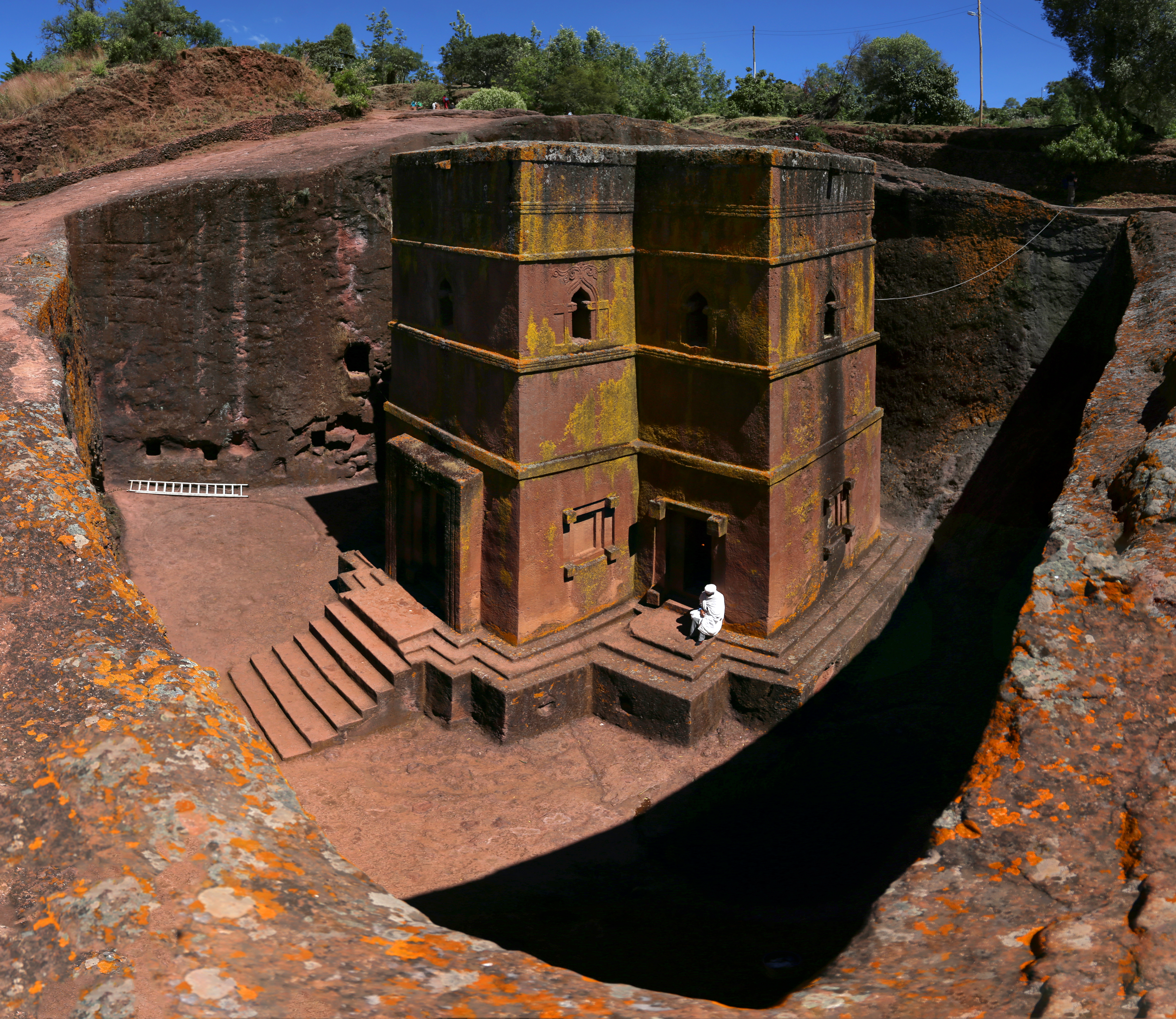
Bet Giorgis

Bet Giorgis è una chiesa monolitica ipogea a forma di croce scavata nella roccia. La chiesa, che sorge a Lalibela, in Etiopia, è di stile axumita (periodo che va dal IV secolo a.C. al IX-X secolo d.C) e il suo nome significa "Casa (Bet) di San Giorgio (Georgis)".

## Localizzazione
La città di Lalibela all'inizio si chiamava Roha e prese il suo nome da Gebre Mesqel Lalibela (un membro della Dinastia Zaguè, che governò l'Etiopia tra la fine del XII secolo e l'inizio del XIII secolo). ll nome Lalibela gli è stato dato alla nascita, in seguito a un particolare episodio; il piccolo infatti fu circondato da uno sciame di api. La madre allora credette che questo fosse un segno del suo futuro glorioso. Il nome Lalibela significa letteralmente “le api riconoscono la sua sovranità”.
La città di Lalibela doveva essere una rappresentazione di Gerusalemme, una città visitata dall'imperatore Lalibela. Per questo molti luoghi prendono il nome da riferimenti biblici, come il fiume che scorre a Lalibela che è stato chiamato Giordano, in onore al fiume ebraico. Ci sono molte chiese monolitiche ma quella di Bet Giorgis è la meglio conservata e l'ultima costruita.

## Costruzione
Bet Giorgis fu l'ultima chiesa costruita, e sorge a sud-ovest di Lalibela. Ci sone varie leggende sul motivo della costruzione: la più popolare afferma che, dopo la costruzione dei primi dieci monoliti, San Giorgio apparve al re Lalibela a cavallo del suo bianco destriero, lamentando la mancanza di una chiesa in suo onore, l’altra vuole che la chiesa fu costruita dopo la morte di Lalibela dalla moglie come suo memoriale. Il re Lalibela promise quindi di rimediare a tale dimenticanza e fece iniziare i lavori di Bet Giorgis, e sembra che il santo fosse spesso presente durante i lavori di costruzione della sua Bet, ossia Casa, e le impronte lasciate dagli zoccoli del suo cavallo sono visibili nella roccia madre attorno alla chiesa. La chiesa è stata realizzata scavando dall’alto verso il basso; gli operai scavando la roccia, scolpivano anche le decorazioni e le finestre, dalle quali riuscivano ad entrare nel monolite per scavare l’interno della chiesa.

## Architettura
La chiesa è a forma di croce greca, che sono scolpite tre volte sul tetto, ed è l’unica chiesa rupestre che presenta la pianta cruciforme, le altre chiese di Lalibela hanno la pianta quadrata o rettangolare. Gli scavi interni erano profondi 12 metri e tutto il paesaggio è costituito di tufo vulcanico rosso, e il bordo è circondata da trincee. Per raggiungere il basamento della chiesa, che ha un’altezza di circa un metro e mezzo, è necessario percorrere uno stretto canale, lungo circa cinquanta metri, che conduce ad una breve scalinata, da cui si accede allo spiazzo della chiesa. Bet Giorgis è formata solo da un tipo di roccia che è ben conservata, appaiono solo rare macchie ingiallite e di muffa per via dell'umidità, ed è suddivisa in quattro livelli, delimitati dai cornicioni, che girano attorno all’edificio, su ogni parete si aprono finestre con archi ogivali incorniciate in un elegante decoro in bassorilievo, di cui dodici sono aperte al piano superiore e nove finestre cieche al piano inferiore.
La chiesa poggia su un basamento rettangolare di circa un metro e mezzo di altezza che fa sì che l’intero edificio raggiunga i tredici metri di altezza; salendo i pochi scalini del basamento si accede all’ingresso della chiesa che ha la forma cruciforme e un soffitto a volta decorato con una croce. Nelle pareti rocciose che circondano la chiesa si aprono alcune caverne dove si dice che giacciano corpi di pellegrini giunti a Lalibela da ogni parte dell’Africa.

## Fonti
- La chiesa di Bet Giorgis: una Chiesa rupestre ricavata da un unico Monolite, su vanillamagazine.it.
- Bet Giyorgis, la Chiesa di San Giorgio, su exploring-africa.com.